# Sveatîlivka, Hlobîne
Sveatîlivka (în ucraineană Святилівка) este localitatea de reședință a comunei Sveatîlivka din raionul Hlobîne, regiunea Poltava, Ucraina.

## Demografie
Componența lingvistică a localității Sveatîlivka
     Ucraineană (95,98%)
     Rusă (3,51%)
     Alte limbi (0,43%)
Conform recensământului din 2001, majoritatea populației localității Sveatîlivka era vorbitoare de ucraineană (95,98%), existând în minoritate și vorbitori de rusă (3,51%).